# Sallawassi
Sallawasi era una ciutat de l'Àsia Menor, situada probablement a Mísia.
Quan Tudhalias II va atacar Arzawa per restaurar a Madduwatta de Zippasla, les forces d'Arzawa i els hitites es van enfrontar a la ciutat de Sallawasi i els hitites van vèncer. Van recuperar les dones, els fills i els captius i els béns de Madduwatta que el rei enemic havia portat a la ciutat, i els van tornar a Madduwatta. El rei derrotat, Kupanta-Kurunta, es va escapar sol i amb dificultat i Madduwatta va ser reinstal·lat al seu palau a Zippasla.